# Adriano Cappelli
Adriano Cappelli (Modena, 8 giugno 1859 – Vigatto, 11 settembre 1942) è stato un archivista, paleografo e storico italiano.

## Biografia
Nato da Antonio, bibliotecario alla Biblioteca Estense di Modena, e da Luigia Malagoli, si laureò in Lettere presso l'Università degli Studi di Firenze indirizzandosi alla pratica archivistica.
Nel 1884 entrò come alunno di 1ª categoria all'Archivio di Stato di Milano, allora diretto da Cesare Cantù, dove si interessò in particolare alla paleografia e alla diplomatica.
Nel 1903 fu promosso direttore dell'Archivio di Stato di Parma, dove si dedicò anche alla storia locale realizzando una guida manoscritta alle mappe parmensi e diventando membro del Consiglio di presidenza alla Deputazione di storia patria per l'Emilia e Romagna. Qui rimase fino al gennaio 1927, quando fu collocato a riposo.
Dal suo matrimonio con Agnese Teresa Giusti (1860/1-1946) ebbe due figlie, Maria e Antonietta.
Morì a Vigatto (ora quartiere di Parma) nel 1942.

## Opere
Adriano Cappelli è noto soprattutto come autore di due manuali Hoepli, destinati agli archivisti ma utilizzati da un più vasto pubblico di studiosi e tuttora ristampati:
- Lexicon abbreviaturarum. Dizionario di abbreviature latine ed italiane, 1ª ed., Milano, U. Hoepli, 1899.
- Cronologia e calendario perpetuo, 1ª ed., Milano, U. Hoepli, 1906.

Nel 2007 la Biblioteca di Stato e dell'Università di Colonia e la Herzog August Bibliothek, nell'ambito del progetto Verteilte digitale Inkunabelbibliothek, hanno reso gratuitamente disponibile in rete la copia digitale della versione tedesca pubblicata a Lipsia nel 1928 e di quella italiana, data alle stampe a Milano nel 1912.